# Polizischt Wäckerli (Film)
Polizischt Wäckerli ist ein im Jahr 1955 in der Schweiz von der Gloriafilm produzierter Spielfilm des Regisseurs Kurt Früh mit Schaggi Streuli in der Hauptrolle. In Deutschland lief der Film synchronisiert unter dem Titel Leben und leben lassen.

## Handlung
Der fünfzigjährige Allenwiler Polizist Gottfried Wäckerli hat Familiensorgen: Sein Sohn Ruedi ist in seiner Bürolehre unglücklich und lebt über seine Verhältnisse. Ausserdem sind 10'000 Franken aus der Gemeindekasse verschwunden. Wäckerlis Tochter Marti liebt den Milchmannsgehilfen Hans Bader, der verdächtigt wird, 50 Franken aus der Kasse seines Meisters gestohlen zu haben. Ruedi, dem das Misstrauen seines autoritären Vaters zu viel wird, verlässt die Familie im Streit und fährt nach Zürich, wo er seine Grafiker-Talente bei der Ausstattung der «Chérie Bar» beweisen kann. Ein Betrüger prellt ihn um 3'000 Franken, die Ruedi vom Allenwiler Gemeindekassier Häberli ausgeliehen hat. Häberli wird von Wäckerli als Dieb der Steuergelder entlarvt und verhaftet. Mary, die Barmaid der Chérie Bar, versöhnt die Familie Wäckerli. Bader begleicht seine alte Schuld und gibt dann dem Milchmann die gestohlenen 50 Franken zurück. Wäckerli drückt ein Auge zu und überwindet seine Vorurteile betreffend der künstlerischen Fähigkeiten seines Sohnes Ruedi.

## Entstehung
Der Film fusst auf dem 16-teiligen Hörspiel  "Polizischt Wäckerli" von Radio Beromünster, für das Schaggi Streuli als Hauptdarsteller und Verfasser des Stückes verantwortlich zeichnete. Regisseur Kurt Früh wollte für seinen ersten Spielfilm einen Kassenschlager und kontaktierte darum Streuli, um fünf Jahre nach der Erstausstrahlung des Hörspieles einen Film daraus zu machen. Gedreht wurde unter anderem in Pfäffikon, der Strafanstalt Horgen und dem Zürcher Niederdorf. Die Innenaufnahmen fanden im Gesellenhaus Wolfbach statt. Der Film wurde mit mehr als 50'000 Besuchern allein in den ersten vier Wochen ein finanzieller Erfolg, der bei Produktionskosten von 360'000 Franken am Schluss rund 1'400'000 Franken einbrachte.

## Kritik
Das Lexikon des internationalen Films sah einen «Dialekt- und im weitesten Sinne Heimatfilm von Kurt Früh, der sich der poetischen und melancholischen Aspekte des Kleinbürgermilieus annimmt. Heiter, besinnlich und mit leiser Selbstironie ist der Film ein Vorläufer des stilisierten, ethnographisch und gesellschaftskritisch orientierten Heimatfilms jüngerer Filmemacher.»